# Chloroclystis guttifera
Chloroclystis guttifera är en fjärilsart som beskrevs av Turner 1904. Chloroclystis guttifera ingår i släktet Chloroclystis och familjen mätare. Inga underarter finns listade i Catalogue of Life.